# Sony Ericsson XPERIA X10
Sony Ericsson XPERIA X10 là 1 điện thoại thông minh (smartphone) được chế tạo bởi hãng Sony Ericsson. Đây là chiếc smartphone đầu tiên của hãng chạy hệ điều hành Android.
XPERIA X10 được ra mắt lần đầu vào ngày mùng 3 tháng 11 năm 2009, Trở thành chiếc điện thoại cao cấp của Sony Ericsson gia nhập thị trường Android.
Sony Ericsson thông báo 2 phiên bản nhỏ hơn tại Mobile World Congress 2010; chiếc điện thoại X10 Mini và X10 Mini Pro có bàn phím Qwerty.